# De-Lovely – Die Cole Porter Story
De-Lovely – Die Cole Porter Story (Originaltitel: De-Lovely) ist eine Filmbiografie aus dem Jahr 2004. Regie bei der US-amerikanisch-britischen Co-Produktion führte Irwin Winkler, das Drehbuch schrieb Jay Cocks.

## Handlung
Der alte Cole Porter sitzt im Rollstuhl am Klavier und spielt In the Still of the Night, als Erzengel Gabriel zu ihm tritt. Gemeinsam begeben sie sich in ein Theater, wo Cole sein Leben buchstäblich Revue passieren lässt: Die Bühne wird zur Realität, und die Darsteller sind die wahren Personen dieser Vergangenheit.
Es beginnt in Paris, wo Cole als noch unbekannter Musiker auf Partys spielt und seinem vielfältigen Liebesleben frönt. Linda Lee Thomas, die als die schönste geschiedene Frau der Stadt gilt, wird für Cole schnell mehr als eine seiner zahlreichen Liebschaften. Er heiratet sie, und sie akzeptiert, dass er neben ihrer Ehe auch Beziehungen zu jungen Männern pflegt.
In Venedig leben beide im Palazzo Rezzonico, geben rauschende Partys und lernen Irving Berlin kennen. Der ist von Cole Porters Liedern begeistert und empfiehlt ihn in New York für eine Show namens Paris. Eigentlich wollte Cole einem seiner Geliebten unauffällig durch Europa folgen, doch er willigt ein, nach New York zu gehen, da auch Linda den Abstand zu seinem bisherigen Umfeld vorzieht.
Paris wird 1928 ein großer Erfolg, doch privat läuft nicht alles gut. Der Sohn des befreundeten Ehepaares Murphy leidet an Tuberkulose. Linda und Cole wollen eigene Kinder haben, doch Linda verliert 1935 ihr ungeborenes Kind, während Porter im Premierenpublikum seines Musicals Jubilee auf sie wartet. Obwohl er immer wieder Affären mit Darstellern seiner Musicals beginnt, bringt ihn der Verlust des gemeinsamen Kindes wieder näher mit Linda zusammen.
Beide ziehen nach Hollywood, wo Cole von MGM für Filmmusiken verpflichtet wird. Er schreibt unter anderem mit Nelson Eddy die Musik für Rosalie und ist bei den Dreharbeiten anwesend. Als er nach einem kleineren Streit mit Linda auf der anschließenden Premierenfeier das anzügliche Experiment singt, kündigt ihm Linda an, ihn zu verlassen. Anstatt ihr nachzulaufen, verbringt Cole den Abend mit anderen Männern in einem Nachtlokal. Dort wird er mit einem anderen Mann in einer eindeutigen Szene fotografiert. Mit den Fotos wird Linda von einem von Coles Bekannten erpresst. Sie bittet Cole, wenn er sich schon nicht ändern könne, wenigstens diskret zu sein. Als er dies ablehnt, verlässt sie ihn endgültig und geht allein zurück nach Paris.
Der Tod des an Tuberkulose erkrankten Sohnes seines Freundes Murphy holt Cole wieder ein wenig in die Realität zurück. Er erkennt, dass alles vergänglich ist. Er zieht sich aufs Land zurück, um dort an einer Filmmusik zu arbeiten. Bei einem Ausritt stürzt er schwer und erleidet schwere Verletzungen an beiden Beinen. Linda kehrt zu ihm zurück und kann die Ärzte davon überzeugen, Coles Beine nicht zu amputieren, da er dann nie wieder Klavier spielen könnte und allen Lebensmut verlieren würde. Die Jahre gehen so dahin mit mehr als 20 Beinoperationen. Bei der Besprechung einer anstehenden Operation erfährt Cole, dass Linda unheilbar lungenkrank ist und bald sterben wird. Sie kann die Premiere von Kiss Me, Kate nicht mehr besuchen, so dass er das für sie geschriebene Lied So In Love für sie zu Hause am Klavier singt. Bei der Premiere muss er selbst gestützt werden, er kann sich nur mühsam auf Krücken bewegen.
Linda stirbt 1954. Vier Jahre später lebt Cole zurückgezogen. Sein rechtes Bein wurde amputiert, und er hat jeden Lebensmut verloren. Als die befreundete Familie Murphy ihn besuchen kommt, bittet er sie, zu gehen. Ihm ist jegliche Kreativität abhandengekommen.
Zurück im Theatersaal, mit Erzengel Gabriel an seiner Seite, intoniert dieser einen letzten Titel: Zu Blow, Gabriel, Blow erscheinen noch einmal alle Menschen, die Cole in seinem Leben wichtig waren. Sie umringen ihn und verschwinden wie Erzengel Gabriel mit dem letzten Ton der Musik. Cole bleibt allein auf der Bühne zurück und setzt sich ans Klavier. Er beginnt, In the Still of the Night zu spielen, wird zu seinem jungen Ich – die junge Linda tritt zu ihm, als die Lichter um sie herum langsam ausgehen, bis völlige Dunkelheit herrscht.

## Produktion
Der Film wurde in London (Chiswick House), in Luton (Luton Hoo) und in Venedig gedreht; die Produktionskosten betrugen Schätzungen zufolge 20 Millionen US-Dollar. De-Lovely feierte am 22. Mai 2004 auf den Internationalen Filmfestspielen von Cannes Weltpremiere. Im Juni 2004 folgten Vorführungen auf dem CineVegas International Film Festival, dem Sydney Film Festival und dem San Francisco International Lesbian and Gay Film Festival, bevor er in ausgewählten US-amerikanischen Kinos der breiten Öffentlichkeit gezeigt wurde.
Obwohl Porter selbst allenfalls ein passabler Sänger war, besetzte Regisseur/Produzent Irwin Winkler die Rolle des Komponisten mit Kevin Kline, der für seine musikalischen Darbietungen am Broadway zu diesem Zeitpunkt bereits zwei Tony Awards und zwei Drama Desk Awards erhalten hatte. Kline reduzierte seinen eigenen Stimmumfang für den Film, um Porter in seiner Darstellung näher zu kommen. Der Hauptanteil der gesungenen Sequenzen wurden live am Set aufgenommen, nur weniges wurde später im Studio nachvertont. Der Schauspieler spielt außerdem in allen Szenen tatsächlich selbst Klavier, in denen Porter am Flügel komponiert.
Winkler zögerte ursprünglich, die begehrte Darstellerin Ashley Judd zum Vorsprechen zu laden, da ihre üblichen Gagen vom Filmbudget nicht hätten abgedeckt werden können. Judd war jedoch derart erpicht auf die Rolle der Linda, dass sie von sich aus anbot, für ein deutlich geringeres Gehalt zu arbeiten. Während Linda Porter acht Jahre älter war als ihr Mann, ist Judd um zwanzig Jahre jünger als Kline.

## Musik
Im Film sind folgende Lieder enthalten:
- „In the Still of The Night“ - Kevin Kline, Ashley Judd
- „Weren’t We Fools“ - Kevin Kline, Kevin McNally
- „Well Did You Evah!“ - Kevin Kline, Kevin McNally, Ashley Judd, Sandra Nelson und Chor
- „I Love Paris“ - Gilbert Goldstein
- „Easy to Love“ - Kevin Kline
- „It’s De-Lovely“ - Robbie Williams
- „What Is This Thing Called Love?“ - Kevin Kline, Lemar
- „Let’s Misbehave“ - Elvis Costello
- „Let’s Do It (Let’s Fall in Love)“ - Alanis Morissette
- „True Love“ - Ashley Judd, Tayler Hamilton
- „Night and Day“ - Kevin Kline, John Barrowman
- „Anything Goes“ - Caroline O’Connor und Chor
- „Begin the Beguine“ - Sheryl Crow
- „Be a Clown“ - Kevin Kline, Peter Polycarpou und Chor
- „I Love You“ - Mick Hucknall
- „Just One of Those Things“ - Diana Krall
- „Experiment“ - Kevin Kline
- „I Get a Kick Out of You“ - Diana Krall
- „Love For Sale“ - Vivian Green
- „It’s All Right with Me“ - Kevin Kline
- „Why Shouldn’t I“ - Nic Greenshields
- „Another Openin’, Another Show“ - Lara Fabian
- „So In Love“ - Kevin Kline, Lara Fabian und Mario Frangoulis
- „Ev’ry Time We Say Goodbye“ - Natalie Cole
- „You’re the Top“ - Kevin Kline, Cole Porter
- „Get Out of Town“ - Kevin Kline
- „Goodbye, Little Dream, Goodbye“ - Kevin Kline
- „Blow, Gabriel, Blow“ - Kevin Kline, Jonathan Pryce und Chor

### Gastauftritte von Musikern
Diverse Pop- und Rockmusiker hatten kleinere Gastauftritte im Film, während derer sie jeweils ein Lied vortrugen (siehe #Musik) – so trat beispielsweise Robbie Williams als Wedding Singer auf und begleitete mit dem titelgebenden Stück „It’s De-Lovely“ die Hochzeit von Cole und Linda. Die meisten dieser Musiker-Gastrollen beinhalten keinen weiteren Dialog. Gastauftritte, die neben dem Gesang auch eine Sprechrolle umfassen (bspw. John Barrowmans Auftritt als von Porter angestellter Schauspieler Jack) werden dagegen zur Besetzung gezählt und im Abspann geführt. Viele der im Film aufgetretenen Musiker sangen das jeweilige Stück auch auf dem später erschienenen Soundtrack-Album. Kevin Kline, der im Film bei den meisten Liedern zumindest im Hintergrund mitsingt, tut dies auf dem Soundtrack-Album allerdings nicht mehr.

## Soundtrack-Album
Ein Kompilationsalbum mit Studioaufnahmen einer Auswahl der im Film verwendeten Musik wurde am 15. Juni 2004 veröffentlicht. Die US-amerikanische Version unterscheidet sich von der europäischen darin, dass Titel 7 (Easy to Love) in der US-Ausgabe ersatzlos fehlt.
1. „It’s De-Lovely“ - Robbie Williams
2. „Let’s Do It (Let’s Fall in Love)“ - Alanis Morissette
3. „Begin the Beguine“ - Sheryl Crow
4. „Let’s Misbehave“ - Elvis Costello
5. „Be a Clown“ - Kevin Kline, Peter Polycarpou und Chor
6. „Night and Day“ - John Barrowman
7. „Easy to Love“ - Kevin Kline
8. „True Love“ - Ashley Judd und Tayler Hamilton
9. „What Is This Thing Called Love?“ - Lemar
10. „I Love You“ - Mick Hucknall
11. „Just One of Those Things“ - Diana Krall
12. „Anything Goes“ - Caroline O’Connor
13. „Experiment“ - Kevin Kline
14. „Love For Sale“ - Vivian Green
15. „So In Love“ - Lara Fabian und Mario Frangoulis
16. „Ev’ry Time We Say Goodbye“ - Natalie Cole
17. „Blow, Gabriel, Blow“ - Jonathan Pryce, Kevin Kline, Besetzung und Chor
18. „In the Still of The Night“ - Kevin Kline und Ashley Judd
19. „You’re the Top“ - Cole Porter

## Rezeption
Der Film brachte insgesamt 18,4 Millionen US-Dollar ein, davon $ 13,3 Mio. in den USA und gut $ 5 Mio. auf dem übrigen Weltmarkt.
Billboard berichtete, der Film habe „eine Cole-Porter-Renaissance von Top-Jazz-Alben inspiriert.“ Bis Ende Juli 2004 erreichte der Soundtrack des Filmes Platz 3 der Soundtrack-Charts und schaffte es gar auf Platz 58 der Billboard 200. Der Film verursachte außerdem einen schlagartigen Anstieg der Verkaufszahlen (und damit weitere Chart-Platzierungen) mehrerer kürzlich veröffentlichter Kompilationsalben, darunter The Very Best of Cole Porter, Ultra Lounge: Cocktails With Cole Porter und It’s De Lovely - The Authentic Cole Porter Collection.

### Auszeichnungen
- 2005: Golden Globe Award für den besten Darsteller in einem Musical-Film oder einer Komödie – Kevin Kline – nominiert
- 2005: Golden Globe Award für die beste Darstellerin in einem Musical-Film oder einer Komödie – Ashley Judd – nominiert
- 2005: Golden Satellite Award für den besten Darsteller in einem Musical-Film oder einer Komödie – Kevin Kline – nominiert
- 2005: Golden Satellite Award für das beste Kostümdesign – nominiert
- 2005: Golden Satellite Award für das beste Produktionsdesign bzw. die beste künstlerische Regie – gewonnen
- 2005: Costume Designers Guild Award für Spitzenleistungen beim Kostümdesign in Historien- oder Fantasyfilmen – nominiert
- 2005: Grammy Award für das beste Kompilations-Soundtrackalbum in Film, Fernsehen oder anderen audiovisuellen Medien – nominiert
- 2005: Prism Award für den besten Film – nominiert
- 2005: American Cinema Editors Award (Eddie) für den besten Filmschnitt – nominiert
- 2005: Broadcast Film Critics Association Award für den besten Soundtrack – nominiert
- 2005: Golden Reel Award für den besten Tonschnitt – nominiert
- Die Deutsche Film- und Medienbewertung FBW in Wiesbaden verlieh dem Film das Prädikat wertvoll.

### Kritiken
Das Lexikon des internationalen Films schrieb, der Film sei „eindrucksvoll gespielt und mit wundervollen Bildern in Szene gesetzt“. Er feiere „die Kultiviertheit seiner Protagonisten, die sich selbst im Angesicht der größten persönlichen Krisen weigern, sich von der Last des Lebens erdrücken zu lassen“.
Roger Ebert, Filmkritiker für die Chicago Sun-Times, vergab 3,5 von 4 Sternen mit der Begründung, De-Lovely trage „eine abgeklärte Kultiviertheit in sich, die sonst in der Filmwelt nur ausgesprochen selten zu finden ist“.
Larry King kommentierte: „Bei Weitem und ohne jeden Zweifel die beste Musical-Biografie aller Zeiten.“
In seiner Rezension für die New York Times nannte Stephen Holden den Film „tödlich träge“, „leblos und ohne jeden Anflug von joie de vivre [Lebensfreude]“. Er fügte hinzu: „Es fehlen hier leider der Mut und das Vorstellungsvermögen, die für den Blick unter die Oberfläche einer solchen Biografie unabdingbar sind.“
Im Rolling Stone bewertete Peter Travers den Film mit drei von vier Sternen und schrieb: „Hinsichtlich Stimme, Auftreten, patrizischem Charme und nach innen gekehrtem Schmerz verkörpert Kevin Kline pure Perfektion in der Rolle des legendären Komponisten Cole Porter. In seinen Höhepunkten erzeugt der Film in uns Bilder einer Zeit, eines Ortes und eines Klanges voll geistreichem Stil und Gewandtheit.“